# Der verzauberte Königssohn
Der verzauberte Königssohn ist ein deutscher Märchenfilm aus dem Jahre 1953 von Franz Fiedler. Der Geschichte liegt das Märchen Die drei Schwestern von Heinrich Seidel zugrunde.

## Handlung
Der alte Goldschmiedemeister ist schwer erkrankt. Deswegen machen sich seine drei Töchter große Sorgen um ihn. Fünf bedeutende Ärzte, die sich um ihn kümmern, sind ratlos, sie haben keine Medizin für seine Genesung. Erst ein „Lebenswasser“, dessen Quell versteckt in den Bergen liegen soll, könnte dem moribunden Handwerker das Leben retten. Doch nur schwer kann man zum Wasser gelangen, denn es wird von einer unheimlichen Gestalt, dem „Wassermann“, einem hässlichen Zwerg, bewacht. 
Dennoch wollen die drei Schwestern es wagen, an den Quell zu gelangen, um des Vaters Leben zu retten. Als der Zwerg eine Gegenleistung für das heilende Wasser fordert, und zwar die Hand einer der drei Töchter, ist die jüngste Schwester bereit, sich zu opfern. Ihr gutes Herz aber soll belohnt werden, denn kaum ist sie des „Wassermanns“ Braut geworden, verwandelt sich die unansehnliche Gestalt in einen einst verzauberten Königssohn, der seine junge Braut auf sein Schloss heimführt.

## Produktionsnotizen
Der verzauberte Königssohn entstand im Filmstudio Kebelmann sowie mit Außenaufnahmen in Berlin und Umgebung und im Okertal im Harz. Der Streifen wurde am 6. Dezember 1953 in Berlin uraufgeführt. 
Produzent Herbert Kebelmann führte überdies die Kamera und wirkte auch als Produktionsleiter. Peter Röhrig gestaltete die Filmbauten.

## Wissenswertes
Für die Darstellerin der ältesten der drei Schwestern, Nina von Vederain (Jahrgang 1916), war dies der einzige Nachkriegsfilm; ihre Filmschwester Emmy Armster (Jahrgang 1925) stand lediglich für diesen einen Film vor der Kamera.

## Kritik
Das Lexikon des Internationalen Films sah in dieser Produktion eine „Naiv-bunte Märchenverfilmung mit einigen hübschen tricktechnischen Einfällen“, empfand die Umsetzung aber auch als „Nach heutigen Kriterien allzu angestaubt und veraltet.“